# Almere City FC in het seizoen 2024/25
In het seizoen 2024/25 kwam Almere City FC voor het tweede seizoen op rij uit in de Eredivisie. In speelronde 33 degradeerde Almere City FC definitief naar de Keuken Kampioen Divisie. Ook kwam Almere City FC weer uit in de TOTO KNVB Beker, maar ging in de eerste ronde onderuit.

## Selectie
| Nr.           | Nat.                  | Naam                          | Geb. dat.  | Contract tot |
| Doelmannen    | Doelmannen            | Doelmannen                    | Doelmannen | Doelmannen   |
| ------------- | --------------------- | ----------------------------- | ---------- | ------------ |
| 1             | Nederland             | Nordin Bakker                 | 31-10-1997 | 2025         |
| 26            | Zwitserland           | Stijn Keller                  | 10-04-2000 | 2025         |
| 29            | Oostenrijk            | Jonas Wendlinger              | 17-07-2000 | 2026         |
| 31            | Nederland             | Joël van der Wilt             | 27-02-2004 | 2026         |
| Verdedigers   |                       |                               |            |              |
| 2             | Suriname              | Damil Dankerlui               | 24-08-1996 | 2025         |
| 3             | Nederland             | Joey Jacobs                   | 10-04-2000 | 2025         |
| 4             | Spanje                | Ricardo Visus                 | 24-04-2001 | 2025         |
| 14            | Griekenland           | Vasilios Zagaritis            | 04-05-2001 | 2026         |
| 15            | Wales                 | James Lawrence                | 22-08-1992 | 2026         |
| 20            | Nederland             | Hamdi Akujobi                 | 20-01-2000 | 2025         |
| 22            | Frankrijk             | Théo Barbet                   | 06-03-2001 | 2026         |
| 25            | Nederland             | Christopher Mamengi           | 03-04-2001 | 2026         |
| 27            | Luxemburg             | Marvin Martins                | 17-02-1995 | 2025         |
| Middenvelders |                       |                               |            |              |
| 5             | Nederland             | Jochem Ritmeester van de Kamp | 02-11-2003 | 2027         |
| 6             | Spanje                | Àlex Carbonell                | 15-09-1997 | 2026         |
| 8             | Marokko               | Anas Tahiri                   | 15-05-1995 | 2026         |
| 16            | Bosnië en Herzegovina | Adi Nalić                     | 01-12-1997 | 2026         |
| 19            | Indonesië             | Thom Haye                     | 09-02-1995 | 2025         |
| 23            | Equatoriaal-Guinea    | Álex Balboa                   | 06-03-2001 | 2026         |
| Aanvallers    |                       |                               |            |              |
| 7             | Frankrijk             | Ruben Providence              | 07-07-2001 | 2027         |
| 9             | Frankrijk             | Thomas Robinet                | 18-08-1996 | 2027         |
| 11            | Frankrijk             | Junior Kadile                 | 16-12-2002 | 2027         |
| 12            | Irak                  | Ali Jasim                     | 20-01-2004 | 2025         |
| 17            | Noorwegen             | Kornelius Hansen              | 06-05-2001 | 2025         |
| 18            | Canada                | Charles-Andreas Brym          | 08-08-1998 | 2027         |
| 21            | België                | Baptiste Guillaume            | 16-06-1995 | 2026         |
| 24            | Comoren               | Faiz Mattoir                  | 12-07-2000 | 2025         |

Bron: Spelerslijst van Almere City FC

## Transfers
Voor recente transfers bekijk: Lijst van Eredivisie transfers zomer 2024/25
Voor recente transfers bekijk: Lijst van Eredivisie transfers winter 2024/25

### Zomer

#### Aangetrokken
| Nationaliteit      | Naam                    | Positie      | Vorige club           | Bijzonderheid |
| ------------------ | ----------------------- | ------------ | --------------------- | ------------- |
| Equatoriaal-Guinea | Álex Balboa             | Middenvelder | Deportivo Alavés      | Transfervrij  |
| Spanje             | Àlex Carbonell          | Middenvelder | SD Amorebieta         | Transfervrij  |
| Suriname           | Damil Dankerlui         | Verdediger   | Panserraikos          | Transfervrij  |
| Frankrijk          | Logan Delaurier-Chaubet | Aanvaller    | Girondins de Bordeaux | Transfervrij  |
| Nederland          | David Garden            | Aanvaller    | FC Eindhoven          | Gehuurd       |
| België             | Baptiste Guillaume      | Aanvaller    | EA Guingamp           | Transfervrij  |
| Indonesië          | Thom Haye               | Middenvelder | sc Heerenveen         | Transfervrij  |
| Frankrijk          | Junior Kadile           | Aanvaller    | Stade Lavallois       | Transfer      |
| Wales              | James Lawrence          | Verdediger   | 1. FC Nürnberg        | Transfervrij  |
| Frankrijk          | Ruben Providence        | Aanvaller    | TSV Hartberg          | Transfer      |
| Marokko            | Anas Tahiri             | Middenvelder | sc Heerenveen         | Transfervrij  |
| Spanje             | Ricardo Visus           | Verdediger   | Real Betis            | Gehuurd       |
| Oostenrijk         | Jonas Wendlinger        | Doelman      | SV Ried               | Transfervrij  |
| Griekenland        | Vasilios Zagaritis      | Verdediger   | Parma                 | Transfervrij  |

#### Vertrokken
| Nationaliteit  | Naam                   | Positie      | Nieuwe club       | Bijzonderheid                                          |
| -------------- | ---------------------- | ------------ | ----------------- | ------------------------------------------------------ |
| Nederland      | Damian van Bruggen     | Verdediger   | Vejle BK          | Transfervrij                                           |
| Frankrijk      | Yoann Cathline         | Aanvaller    | FC Lorient        | Was gehuurd                                            |
| België         | Milan Corryn           | Middenvelder | Spartak Trnava    | Transfervrij                                           |
| Nederland      | Jason van Duiven       | Aanvaller    | PSV               | Was gehuurd                                            |
| Nederland      | Marcelencio Esajas     | Middenvelder | TOP Oss           | Transfervrij                                           |
| Nederland      | Sherel Floranus        | Verdediger   | PEC Zwolle        | Transfer                                               |
| Nederland      | Bradly van Hoeven      | Aanvaller    | Geen club         | Transfervrij, vorig seizoen verhuurd aan FC Emmen      |
| Suriname       | Jeredy Hilterman       | Aanvaller    | Arminia Bielefeld | Transfervrij, vorig seizoen verhuurd aan Willem II     |
| Congo-Kinshasa | Yann Kitala            | Aanvaller    | Le Havre AC       | Was gehuurd                                            |
| Nederland      | Peer Koopmeiners       | Middenvelder | AZ                | Was gehuurd                                            |
| Frankrijk      | Loïc Mbe Soh           | Verdediger   | Nottingham Forest | Was gehuurd                                            |
| Nederland      | Rajiv van La Parra     | Aanvaller    | Geen club         | Transfervrij                                           |
| Spanje         | Pascu                  | Middenvelder | CD Arenteiro      | Transfervrij                                           |
| Spanje         | Álvaro Peña            | Middenvelder | FC Andorra        | Transfervrij                                           |
| Nederland      | Thomas Poll            | Verdediger   | SC Cambuur        | Transfervrij, vorig seizoen bij dezelfde club verhuurd |
| Nederland      | Danny Post             | Middenvelder | KSV               | Gestopt als profvoetballer                             |
| Nederland      | Stije Resink           | Middenvelder | FC Groningen      | Transfer, € 700.000                                    |
| Oostenrijk     | Samuel Şahin-Radlinger | Doelman      | Austria Wien      | Was gehuurd                                            |

### Winter

#### Aangetrokken
| Nationaliteit | Naam                 | Positie    | Vorige club      | Bijzonderheid |
| ------------- | -------------------- | ---------- | ---------------- | ------------- |
| Canada        | Charles-Andreas Brym | Aanvaller  | Sparta Rotterdam | Transfer      |
| Irak          | Ali Jasim            | Aanvaller  | Como 1907        | Gehuurd       |
| Luxemburg     | Marvin Martins       | Verdediger | Austria Wien     | Transfer      |

#### Vertrokken
| Nationaliteit | Naam                    | Positie   | Nieuwe club | Bijzonderheid |
| ------------- | ----------------------- | --------- | ----------- | ------------- |
| Frankrijk     | Logan Delaurier-Chaubet | Aanvaller | NK Celje    | Verhuurd      |

## Technische staf
|                    | Naam            | Functie                                |
| ------------------ | --------------- | -------------------------------------- |
| Vlag van Nederland | Jeroen Rijsdijk | Hoofdtrainer (vanaf 03-01-2025)        |
| Vlag van Nederland | Hedwiges Maduro | Hoofdtrainer (ontslagen op 18-12-2024) |
| Vlag van Nederland | Foeke Booy      | Assistent-trainer                      |
| Vlag van Nederland | Anoush Dastgir  | Assistent-trainer                      |
| Vlag van Nederland | Jeffrey Talan   | Assistent-trainer                      |
| Vlag van Iran      | Agil Etemadi    | Keeperstrainer                         |

## Wedstrijden

### Vriendschappelijk
| Datum & Tijd           | Wedstrijd                              | Uitslag | Verslag |
| ---------------------- | -------------------------------------- | ------- | ------- |
| 28-06-2024 – 16:00 uur | Almere City FC – FCSB                  | 1 – 2   |         |
| 07-07-2024 – 17:00 uur | Go Ahead Eagles – Almere City FC       | 3 – 2   | 1       |
| 12-07-2024 – 19:00 uur | sc Heerenveen – Almere City FC         | 1 – 0   | 2       |
| 18-07-2024 – 16:00 uur | Konyaspor – Almere City FC             | 3 – 2   | 3       |
| 22-07-2024 – 16:00 uur | Samsunspor – Almere City FC            | 0 – 1   | 4       |
| 27-07-2024 – 14:00 uur | Borussia Dortmund U23 – Almere City FC | 0 – 3   | 5       |
| 03-08-2024 – 13:30 uur | Almere City FC – RKC Waalwijk          | 1 – 0   | 6       |
| 04-09-2024 – 13:00 uur | ADO Den Haag – Almere City FC          | 2 – 1   | 7       |
| 10-10-2024 – 16:00 uur | AZ – Almere City FC                    | 2 – 1   | 8       |
| 06-01-2025 – 13:00 uur | Almere City FC – FC Dordrecht          | 1 – 2   | 9       |

### Eredivisie
| №  | Datum & Tijd           | Wedstrijd                         | Uitslag | Verslag |
| -- | ---------------------- | --------------------------------- | ------- | ------- |
| 1  | 10-08-2024 – 20:00 uur | Almere City FC – AZ               | 0 – 1   | 1       |
| 2  | 16-08-2024 – 20:00 uur | Fortuna Sittard – Almere City FC  | 3 – 0   | 2       |
| 3  | 24-08-2024 – 20:00 uur | Almere City FC – PSV              | 1 – 7   | 3       |
| 4  | 31-08-2024 – 16:30 uur | Almere City FC – FC Groningen     | 1 – 1   | 4       |
| 5  | 15-09-2024 – 16:45 uur | Heracles Almelo – Almere City FC  | 0 – 0   | 5       |
| 6  | 22-09-2024 – 14:30 uur | Almere City FC – FC Twente        | 0 – 5   | 6       |
| 7  | 29-09-2024 – 12:15 uur | PEC Zwolle – Almere City FC       | 1 – 0   | 7       |
| 8  | 04-10-2024 – 20:00 uur | Almere City FC – Willem II        | 0 – 1   | 8       |
| 9  | 19-10-2024 – 16:30 uur | Sparta Rotterdam – Almere City FC | 2 – 2   | 9       |
| 10 | 25-10-2024 – 20:00 uur | Almere City FC – N.E.C.           | 1 – 0   | 10      |
| 11 | 03-11-2024 – 16:45 uur | RKC Waalwijk – Almere City FC     | 2 – 0   | 11      |
| 12 | 10-11-2024 – 12:15 uur | Almere City FC – Feyenoord        | 1 – 4   | 12      |
| 13 | 23-11-2024 – 16:30 uur | Go Ahead Eagles – Almere City FC  | 3 – 0   | 13      |
| 14 | 30-11-2024 – 16:30 uur | NAC Breda – Almere City FC        | 1 – 0   | 14      |
| 15 | 08-12-2024 – 16:45 uur | Almere City FC – FC Utrecht       | 1 – 3   | 15      |
| 16 | 15-12-2024 – 16:45 uur | Ajax – Almere City FC             | 3 – 0   | 16      |
| 17 | 21-12-2024 – 18:45 uur | Almere City FC – sc Heerenveen    | 3 – 0   | 17      |
| 18 | 12-01-2025 – 16:30 uur | FC Groningen – Almere City FC     | 0 – 0   | 18      |
| 19 | 19-01-2025 – 14:30 uur | Almere City FC – Heracles Almelo  | 0 – 2   | 19      |
| 20 | 22-02-2025 – 20:00 uur | Feyenoord – Almere City FC        | 2 – 1   | 20      |
| 21 | 02-02-2025 – 12:15 uur | Almere City FC – RKC Waalwijk     | 1 – 4   | 21      |
| 22 | 09-02-2025 – 12:15 uur | FC Utrecht – Almere City FC       | 0 – 1   | 22      |
| 23 | 16-02-2025 – 12:15 uur | N.E.C. – Almere City FC           | 2 – 2   | 23      |
| 24 | 02-03-2025 – 14:30 uur | Almere City FC – Ajax             | 0 – 1   | 24      |
| 25 | 09-03-2025 – 16:45 uur | FC Twente – Almere City FC        | 1 – 0   | 25      |
| 26 | 14-03-2025 – 20:00 uur | Almere City FC – NAC Breda        | 1 – 1   | 26      |
| 27 | 29-03-2025 – 18:45 uur | Willem II – Almere City FC        | 0 – 2   | 27      |
| 28 | 05-04-2025 – 21:00 uur | Almere City FC – PEC Zwolle       | 2 – 2   | 28      |
| 29 | 12-04-2025 – 20:00 uur | PSV – Almere City FC              | 5 – 0   | 29      |
| 30 | 27-04-2025 – 16:45 uur | Almere City FC – Go Ahead Eagles  | 0 – 0   | 30      |
| 31 | 19-04-2025 – 20:00 uur | sc Heerenveen – Almere City FC    | 2 – 1   | 31      |
| 32 | 10-05-2025 – 21:00 uur | Almere City FC – Sparta Rotterdam | 0 – 3   | 32      |
| 33 | 14-05-2025 – 20:00 uur | Almere City FC – Fortuna Sittard  | 1 – 1   | 33      |
| 34 | 18-05-2025 – 14:30 uur | AZ – Almere City FC               | 1 – 1   | 34      |

### TOTO KNVB Beker
| Ronde        | Datum & Tijd           | Wedstrijd                   | Uitslag | Verslag |
| ------------ | ---------------------- | --------------------------- | ------- | ------- |
| Eerste ronde | 30-10-2024 – 21:00 uur | Quick Boys – Almere City FC | 3 – 0   | 1       |

## Statistieken

### Eindstand in Nederlandse Eredivisie
| Stand | Gespeeld | Gewonnen | Gelijk | Verloren | Punten | Doelpunten voor | Doelpunten tegen | Gele kaarten | Twee gele kaarten | Rode kaarten |
| ----- | -------- | -------- | ------ | -------- | ------ | --------------- | ---------------- | ------------ | ----------------- | ------------ |
| 18e   | 34       | 4        | 10     | 20       | 22     | 23              | 64               | 55           | 0                 | 3            |

#### Punten, stand en doelpunten per speelronde
| Speelronde                            | 1   | 2   | 3   | 4   | 5   | 6   | 7   | 8   | 9   | 10  | 11  | 12  | 13  | 14  | 15  | 16  | 17  | 18  | 19  | 20  | 21  | 22  | 23  | 24  | 25  | 26  | 27  | 28  | 29  | 30  | 31  | 32  | 33  | 34  | Totaal |
| ------------------------------------- | --- | --- | --- | --- | --- | --- | --- | --- | --- | --- | --- | --- | --- | --- | --- | --- | --- | --- | --- | --- | --- | --- | --- | --- | --- | --- | --- | --- | --- | --- | --- | --- | --- | --- | ------ |
| Aantal punten per speelronde          | 0   | 0   | 0   | 1   | 1   | 0   | 0   | 0   | 1   | 3   | 0   | 0   | 0   | 0   | 0   | 0   | 3   | 1   | 0   | 0   | 0   | 3   | 1   | 0   | 0   | 1   | 3   | 1   | 0   | 1   | 0   | 0   | 1   | 1   | 22     |
| Aantal punten na speelronde           | 0   | 0   | 0   | 1   | 2   | 2   | 2   | 2   | 3   | 6   | 6   | 6   | 6   | 6   | 6   | 6   | 9   | 10  | 10  | 10  | 10  | 13  | 14  | 14  | 14  | 15  | 18  | 19  | 19  | 20  | 20  | 20  | 21  | 22  | 22     |
| Stand na speelronde                   | 13e | 15e | 18e | 17e | 17e | 17e | 17e | 17e | 17e | 17e | 17e | 17e | 17e | 18e | 18e | 18e | 17e | 17e | 17e | 18e | 18e | 18e | 18e | 18e | 18e | 18e | 18e | 18e | 18e | 17e | 17e | 18e | 18e | 18e | 18e    |
| Aantal doelpunten per speelronde      | 0   | 0   | 1   | 1   | 0   | 0   | 0   | 0   | 2   | 1   | 0   | 1   | 0   | 0   | 1   | 0   | 3   | 0   | 0   | 1   | 1   | 1   | 2   | 0   | 0   | 1   | 2   | 2   | 0   | 0   | 1   | 0   | 1   | 1   | 23     |
| Aantal tegendoelpunten per speelronde | 1   | 3   | 7   | 1   | 0   | 5   | 1   | 1   | 2   | 0   | 2   | 4   | 3   | 1   | 3   | 3   | 0   | 0   | 2   | 2   | 4   | 0   | 2   | 1   | 1   | 1   | 0   | 2   | 5   | 0   | 2   | 3   | 1   | 1   | 64     |
| Doelsaldo na speelronde               | −1  | −4  | −10 | −10 | −10 | −15 | −16 | −17 | −17 | −16 | −18 | −21 | −24 | −25 | −27 | −30 | −27 | −27 | −29 | −30 | −33 | −32 | −32 | −33 | −34 | −34 | −32 | −32 | −37 | −37 | −38 | −41 | −41 | −41 | −41    |

### Topscorers
Eredivisie
| Nr.                           | Naam                          | Goal |
| ----------------------------- | ----------------------------- | ---- |
| 1.                            | Junior Kadile                 | 5    |
| 2.                            | Charles-Andreas Brym          | 3    |
| 3.                            | Kornelius Hansen              | 2    |
| 3.                            | Thomas Robinet                | 2    |
| 5.                            | Hamdi Akujobi                 | 1    |
| 5.                            | Álex Balboa                   | 1    |
| 5.                            | Logan Delaurier-Chaubet       | 1    |
| 5.                            | Baptiste Guillaume            | 1    |
| 5.                            | Joey Jacobs                   | 1    |
| 5.                            | Ali Jasim                     | 1    |
| 5.                            | Marvin Martins                | 1    |
| 5.                            | Adi Nalić                     | 1    |
| 5.                            | Ricardo Visus                 | 1    |
| Eigen doelpunten tegenstander | Eigen doelpunten tegenstander | 2    |
| Totaal                        | Totaal                        | 23   |

### Assists
Eredivisie
| Nr.    | Naam                          | Assist |
| ------ | ----------------------------- | ------ |
| 1.     | Kornelius Hansen              | 3      |
| 2.     | Thom Haye                     | 2      |
| 2.     | Junior Kadile                 | 2      |
| 2.     | Ruben Providence              | 2      |
| 2.     | Thomas Robinet                | 2      |
| 2.     | Vasilios Zagaritis            | 2      |
| 7.     | Hamdi Akujobi                 | 1      |
| 7.     | Charles-Andreas Brym          | 1      |
| 7.     | James Lawrence (voetballer)   | 1      |
| 7.     | Jochem Ritmeester van de Kamp | 1      |
| 7.     | Anas Tahiri                   | 1      |
| Totaal | Totaal                        | 18     |

1 Bakker ·
2 Dankerlui ·
3 Jacobs ·
4 Visus ·
5 Ritmeester van de Kamp ·
6 Carbonell ·
7 Providence ·
8 Tahiri ·
9 Robinet  ·
11 Kadile ·
12 Jasim ·
14 Zagaritis ·
15 Lawrence ·
16 Nalić ·
17 Hansen ·
18 Brym ·
19 Haye ·
20 Akujobi ·
21 Guillaume ·
22 Barbet ·
23 Balboa ·
24 Mattoir ·
25 Mamengi ·
26 Keller ·
27 Martins ·
28 Receveur ·
29 Wendlinger ·
30 Kuiper ·
31 Van der Wilt ·
32 De Nijs ·
34 Foah-Sam ·
34 Pinas ·
36 Beaumont ·
37 Puriel ·
39 Poku ·
40 Dors ·
41 Mateyo ·
50 Garden ·
Coach: Rijsdijk
· Assistent-coach: Booy
· Assistent-coach: Dastgir
· Assistent-coach: Talan
· Keeperstrainer: Etemadi
Ajax ·
Almere City FC ·
AZ · 
Feyenoord ·
Fortuna Sittard ·
Go Ahead Eagles ·
FC Groningen ·
sc Heerenveen ·
Heracles Almelo ·
NAC Breda ·
N.E.C. ·
PEC Zwolle ·
PSV ·
RKC Waalwijk ·
Sparta Rotterdam ·
FC Twente ·
FC Utrecht ·
Willem II